# Lasioglossum pectinatum
Lasioglossum pectinatum är en biart som först beskrevs av Robertson 1890. Den ingår i släktet smalbin och familjen vägbin. Inga underarter finns listade i Catalogue of Life.

## Beskrivning
Endast honan har beskrivits. Hon är ett slankt, svart bi med mycket kort och gles, vitaktig behåring. Vingarna är svagt färgade, med bruna till brunröda ribbor. Kroppslängden är omkring 8 mm.

## Ekologi
Den förefaller inte vara lika polylektisk som många andra smalbin, utan besöker främst potatisväxter som lyktörtssläktet, bland annat Physalis heterophylla och smalbladig lyktört (Physalis longifolia). Tidiga observationer från 1929 nämner även lyktörten Physalis virginiana, dunörtssläktet häxörter, kryptotenian kanadapersilja och jordärtskocka som näringsväxter.

## Utbredning
Utbredningsområdet omfattar östra USA från Connecticut, New Jersey och Maryland till Illinois och Missouri.